# Myrsine degeneri
Myrsine degeneri là một loài thực vật thuộc họ Myrsinaceae. Đây là loài đặc hữu của hòn đảo Oahu ở Hawaii.